# Космос-1502
Космос-1502 је један од преко 2400 совјетских вјештачких сателита лансираних у оквиру програма Космос.
Космос-1502 је лансиран са космодрома Плесецк, СССР, 5. октобра 1983. Ракета-носач Космос је поставила сателит у орбиту око планете Земље. 